# Tamriel
Tamriel is een fictief continent waarop de gebeurtenissen uit de The Elder Scrolls spellen zich afspelen. Het bevindt zich op de planeet Nirn (wat arena of slagveld betekent in de taal der Elfen).

## Geschiedenis van Tamriel
De geschiedenis van Tamriel is verdeeld in vier tijdperken:
- Eerste Tijdperk (First Era): Het Eerste Tijdperk wordt gekenmerkt door de machtsverschuiving van de Elfen naar de mensen en de oprichting van de belangrijkste godsdiensten. Tijdens de oorlog tussen de Dwemer en de Chimer verdwijnen de Dwemer plots mysterieus.
- Tweede Tijdperk (Second Era): Het Tweede Tijdperk begint wanneer het Potentaat van Akavir de laatste keizer van de familie Cyrodiil vermoordt. Machtige organisaties zoals de Mages' Guild en de Dark Brotherhood worden opgericht tijdens dit tijdperk. Het tijdperk eindigt wanneer Tiber Septim Tamriel opnieuw herenigt met behulp van het Dwemer artifact Numidium.
- Derde Tijdperk (Third Era): Het Derde Tijdperk is het tijdperk van de Septim Dynastie en wordt door sommigen beschouwd als het meest glorieuze tijdperk. De Septim Dynastie wordt meerdere malen bijna onderbroken en Jagar Tharn slaagt erin om 10 jaar lang de macht te grijpen. Ook wordt de Chimerische generaal Nerevar herboren samen met Numidium.
- Vierde Tijdperk (Fourth Era): In de einddagen van het Derde Tijdperk worden keizer Uriel Septim VII en al zijn erfgenamen vermoord, met uitzondering van zijn buitenechtelijke zoon Martin. Martin wordt beschermd door de Blades, de geheime dienst van de keizer, maar zonder het Amulet der Koningen kan het Ritueel van de Kroning niet voltooid worden. Zonder gekroonde keizer beginnen de poorten van Oblivion, de dimensie bewoond door de Daedra, zich te openen. Na de dood van de laatste Septim keizer en het einde van de Oblivion Crisis begint het Vierde Tijdperk. Martin moet zich echter opofferen om Tamriel te redden. In het machtsvacuum wat volgt komen er uiteindelijk twee landen het de overblijfselen van het Tamrielische Rijk, waarbij de Mede dynastie die van Septim vervangt en de Aldmeri Dominie. Geleid door de Koningin van Alinor en een organisatie van Aldmer genaamd de Thalmor. De Thalmor geloven niet dat Tiber Septim, of Talos, een god is. En wil er alles aan doen om te bewijzen dat alleen Elven superieur zijn. Dit doen ze met de Grote Oorlog. Waarbij Keizer Titus Mede II zich overgeeft en het aanbidden van Talos verbied. In Skyrim leid dit tot een revolutie: de Stormcloak Rebellie

## Provincies en rassen van Tamriel
Tamriel bestaat uit 9 verschillende provincies, elk met hun eigen cultuur en ras(sen).
- High Rock, wordt bewoond door Orcs en Bretons, die een kruising zijn tussen Elfen en mensen.
- Hammerfell, wordt bewoond door de mensachtige Redguards (in hun taal: Yokudans).
- Skyrim, wordt bewoond door Nords.
- Morrowind, wordt bewoond door de Dunmer, "donkere Elfen".
- Black Marsh, wordt bewoond door Argonians, een hoog ontwikkeld reptielachtig ras.
- Elsweyr, wordt bewoond door de Khajiit, een katachtig ras.
- Valenwood, wordt bewoond door de Bosmer, "woudelfen".
- Summerset Isles, wordt bewoond door de Altmer, "hoge Elfen".
- Cyrodiil, (met hoofdstad Imperial City) wordt bewoond door Imperials/Cyrodiils, mensen die het rijk gesticht hebben.

Daarnaast zijn er nog de Dwemer, een uitgestorven Elfenras dat heel Tamriel en voornamelijk Hammerfell en Morrowind bevolkte. Ze worden vaak dwergen genoemd wegens een mythe waarin ze een ras van reuzen bevriendden.
De Chimer waren een kleine sekte van hoge Elfen die door de profeet Veloth naar het beloofde land Resdayn (Morrowind) geleid werden.
Ze werden vervloekt door de Daedra toen ze de drie god-koningen gekend als de Tribunal begonnen te aanbidden. Door deze vloek kregen ze een zwarte huid en rode ogen en werden ze de Dunmer. Een onderdeel van de vloek was dat op een dag Nerevar zou terugkomen en de ondergang van de Tribunal Temple zou veroorzaken: de Nerevarine.

## Rassen en etymologie
Elk elfachtig ras in Tamriel eindigt op de klank -mer, zo hebben we dwe-mer(dwergen), dun-mer (donkere elfen), orsi-mer(orks), alt-mer(hoge elfen), bos-mer (woudelfen) en de 
fal-mer(sneeuwelfen).
De katachtigen of Khajiit, inwoners van Elsweyr, geven achtervoegsels volgens rang/beroep. Zo zijn er 'Dar(dief,slim), 'Do(krijger), 'Dro(grootouder), 'j/'Ja/'Ji(jongvolwassene, adolescent, 'Jo(tovenaar,scholier), 'M/'Ma(kind,leerling, kan ook gebruikt worden om maagdelijkheid aan te tonen), 'Ra(gebruikt om status aan te duiden), 'Ri(hoge status, meestal stamleider) en 'S(volwassen). Deze Khajiits zijn overduidelijk geïnspireerd op de Arabische cultuur.